# 미수앙

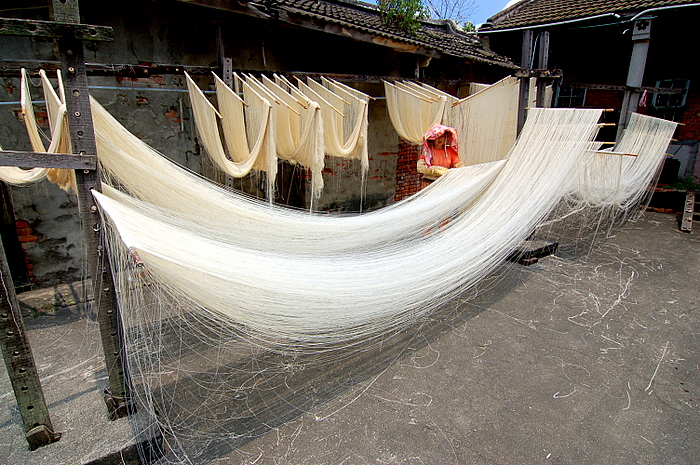
건조 중인 미수앙

미수앙(민난어: mī-soàⁿ) 또는 몐셴(중국어 정체자: 麵線, 병음: miànxiàn)은 중국 푸젠 요리 및 대만 요리에 쓰이는 가는 밀국수이다. 쌀국수인 미펀이나 녹말국수인 녹두당면과는 유사하게 생겼으나 맛과 질감이 다르다.

## 요리
- 어아미수앙(ô-á mī-sòaⁿ, 蚵仔麵線): 미수앙과 굴을 넣은 국물국수이다.

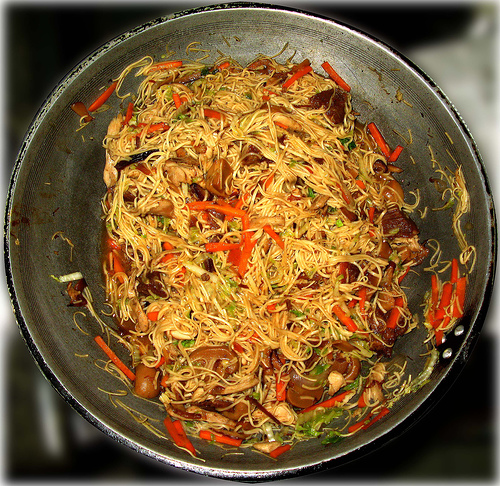
미수앙(볶음국수)
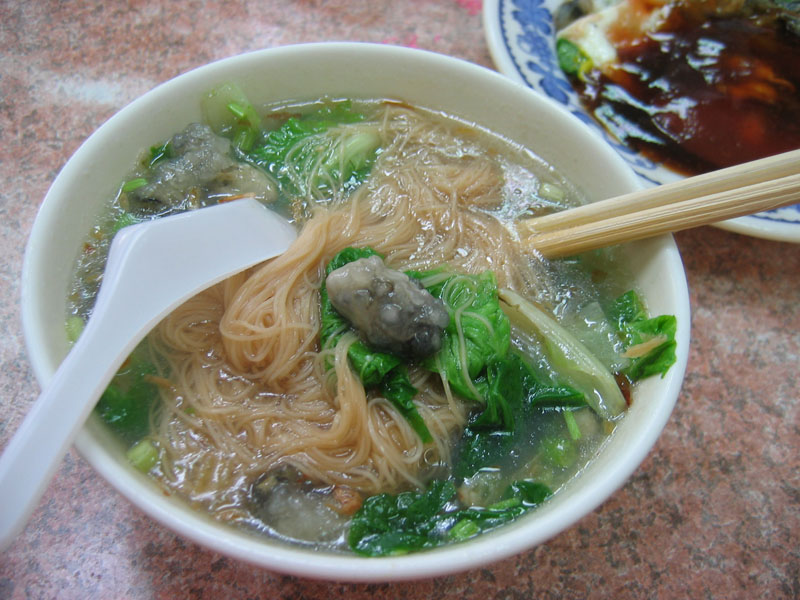
어아미수앙

## 같이 보기
- 소면
- 카다이으프